# Eudorylas muiri
Eudorylas muiri är en tvåvingeart som först beskrevs av Hardy 1972.  Eudorylas muiri ingår i släktet Eudorylas och familjen ögonflugor. Inga underarter finns listade i Catalogue of Life.